# Vikhyttan
Vikhyttan var en hytta i Värmlands bergslag och som finns upptagen i 1560 år skattelängd.